# Гепард (фільм)
«Гепард» — радянський художній фільм 1979 року, знятий режисером Мухамедом Союнхановим на кіностудії «Туркменфільм».

## Сюжет
За мотивами повісті Ахмедхана Абу-Бакара «Білий сайгак», присвяченій проблемі охороні навколишнього середовища. Головний герой Акмураз — досвідчений єгер заповідника — людина, закохана у свою справу, відданий захисник природи. Він та його друзі — вчений Батир, капітан міліції Султанов, дружинники — ведуть активну боротьбу з браконьєрами, які хижацьки винищують джейранів. Перемога дається нелегко: Акмураз тяжко поранений злочинцями, а Батир гине.

## У ролях
- Ораз Черкезов — Акмураз
- Хоммат Муллик — Чаріяр
- Халли Курбанов — Батир
- Акмурад Бяшимов — Меред
- Аман Одаєв — Гельди
- Худайберди Ніязов — Патлатий
- Зоя Асрян — Біке
- Курбан Кельджаєв — Курбан
- Ходжакулі Нарлієв — Султанов
- Джерен Ішанкулієва — дружина

## Знімальна група
- Режисер — Мухамед Союнханов
- Сценарист — Едуард Тропінін
- Оператор — Юрій Івлєв
- Композитор — Нури Халмамедов
- Художник — Олександр Чернов